# فرودگاه اینوویک مایک زوبکو
فرودگاه اینوویک مایک زوبکو (به انگلیسی: Inuvik (Mike Zubko) Airport) یک فرودگاه همگانی باربری با کد یاتا YEV است که یک باند فرود آسفالت دارد و طول باند آن ۱٬۸۲۹ متر است. این فرودگاه در کشور کانادا قرار دارد و در ارتفاع ۶۸ متری از سطح دریا واقع شده‌است.